# Antillai varjú
Az antillai varjú (Corvus leucognaphalus) a madarak osztályának verébalakúak (Passeriformes) rendjébe és a varjúfélék (Corvidae) családjába tartozó faj.

## Rendszerezése
A fajt François Marie Daudin francia zoológus írta le 1800-ban.

## Előfordulása
Hispaniola szigetén, Haiti és a Dominikai Köztársaság területén honos. Korábban előfordult Puerto Ricóban is, de onnan természetes élőhelyeinek elvesztése és a vadászat miatt kihalt. Természetes élőhelyei a szubtrópusi és trópusi síkvidéki és hegyi esőerdők. Állandó, nem vonuló faj

## Megjelenése
Testhossza 46 centiméter.
|  |

## Természetvédelmi helyzete
Az elterjedési területe nem nagy, csökken és erősen széttagolt, egyedszáma 1500-7000 példány közötti és szintén csökken. A Természetvédelmi Világszövetség Vörös listáján sebezhető fajként szerepel.